# Veterné (dolina)

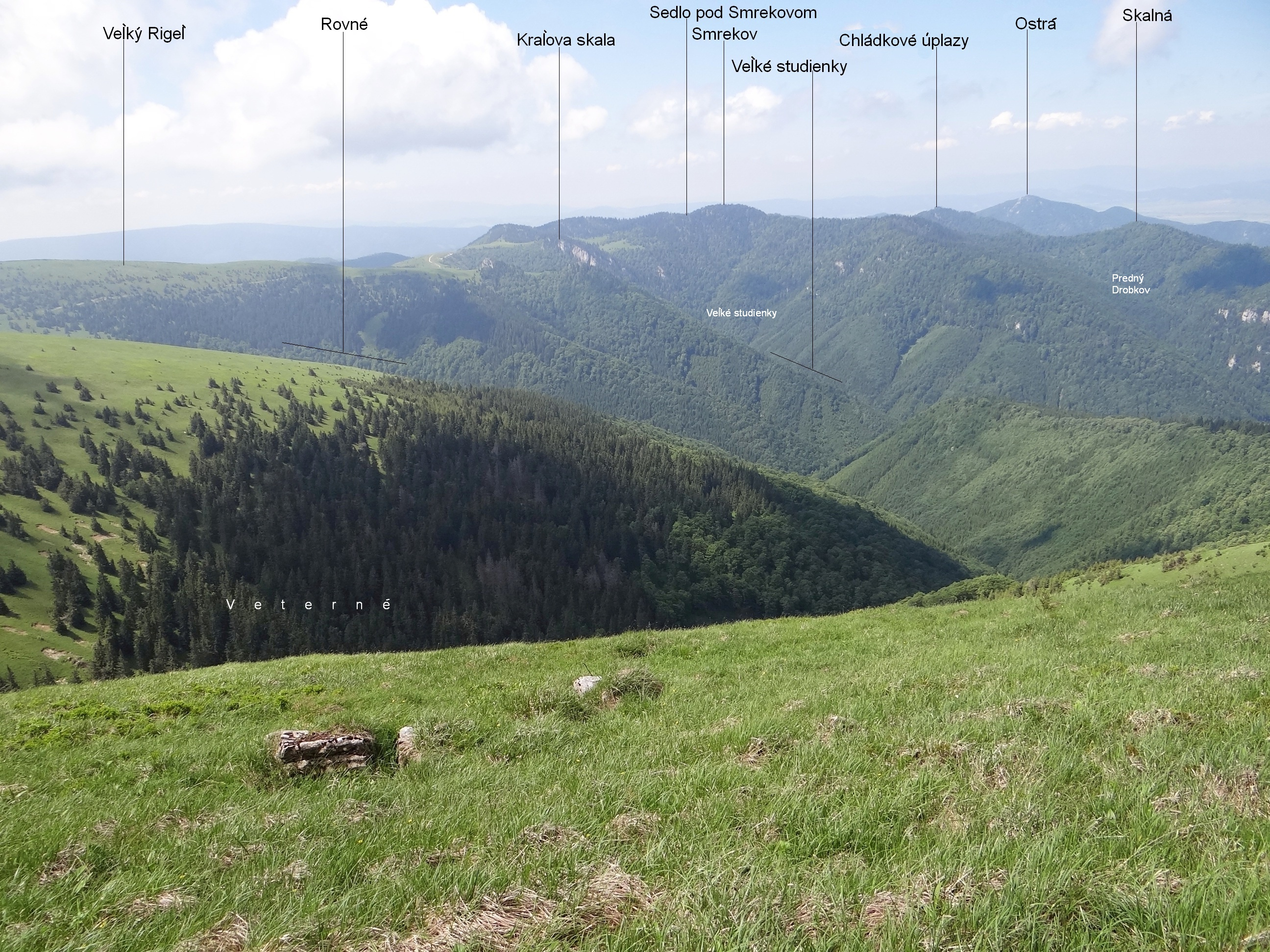

Veternè – dolina w Wielkiej Fatrze na Słowacji. Jest prawym odgałęzieniem górnej części Dedošovej doliny (Dedošová dolina) i wcina się w zachodnie stoki głównego grzbietu Wielkiej Fatry. Prawe zbocza tworzy zachodni grzbiet Ostredoka (1592 m), lewe zachodni grzbiet szczytu Frčkov (1585 m).
Jest to wąska i krótka dolinka. Jej dnem spływa potok Veterné, dopływ Gaderskiego potoku (Gaderský potok). Znajduje się na nim wodospad. Dolną część dolinki porasta las, górna to hale, pokrywające na długim odcinku główny grzbiet Wielkiej Fatry. U wylotu dolinki Vaterne, na dnie Dedošovej doliny znajdują się dwie chatki.